# HTC 7 Mozart
Das HTC 7 Mozart ist ein Windows-Phone-7-Smartphone des Herstellers HTC Corporation.

## Geschichte
Windows Phone 7 wurde im Oktober 2010 freigegeben und an die ersten Hersteller ausgeliefert. Das HTC 7 Mozart war ab dem 3. November 2010 über Telekom Deutschland erhältlich.

## Technik im HTC 7 Mozart
Das HTC 7 Mozart verfügt über einen 3,7 Zoll großen kapazitiven Touchscreen und einen Qualcomm QSD8250 Snapdragon System-on-a-Chip mit einem 1-GHz ARM Cortex A8 Single-Core-Prozessor. Als Betriebssystem kommt Microsoft Windows Phone 7 zum Einsatz. Im Smartphone ist eine 8-Megapixel-Kamera mit Xenon-Blitzlicht verbaut, die Videos mit 720p (HD) aufnehmen kann. Der NAND-Flash-Speicher des Mozart beträgt 8 oder 16 GByte; der Arbeitsspeicher (RAM) beträgt 576 MByte. Drahtlos kommuniziert das 7 Mozart per GPRS, EDGE, UMTS, Wi-Fi (802.11 b/g/n), Bluetooth 2.1 und GPS. Es verfügt über einen Beschleunigungssensor, einen Umgebungslichtsensor, einen Annäherungssensor und einen digitalen Kompass. Ein voll aufgeladener Akku reicht laut Hersteller bei der Gesprächszeit für bis zu 320 Minuten, bei der Standby-Zeit bis zu 320 Stunden. Die Maße des 7 Mozart betragen 119 mm × 60,2 mm × 11,9 mm und es wiegt 130 g.